# Esercito Popolare Iracheno
L'Esercito Popolare Iracheno conosciuto anche come Esercito del Popolo o Milizia del Popolo (arabo الجيش الشعبي,Al Jaysh al Sha'abi) è stata una forza paramilitare irachena composta da volontari civili per proteggere il Regime bathista iracheno dall'opposizione interna e da un eventuale colpo di stato da parte dell'Esercito iracheno.
Nel 1987, l'Esercito popolare, consisteva di 650 000 unità, relazionate alla forza delle Forze armate irachene.
L'Esercito popolare è stato per molto tempo controllato dal vicepresidente dell'Iraq e fedelissimo di Saddam, Taha Yassin Ramadan.

## Storia
L'Esercito Popolare Iracheno era la milizia ufficiale del partito Ba'ath iracheno e comprendeva una sezione speciale giovanile. Costituitosi nel 1970, l'Esercito Popolare è cresciuto rapidamente, e nel 1977 è stato stimato avessee 50.000 membri attivi. Successivamente si è verificata una crescita esponenziale, dando le ampie funzioni di milizia per la sicurezza interna. Mentre il suo scopo originale era quello di dare al partito Ba'ath un ruolo attivo in ogni città e villaggio, a partire 1981 l'Esercito Popolare ha iniziato ad assumersi l'ambizioso compito di sostegno delle forze armate regolari.
Le funzioni ufficiali dell'Esercito Popolare dovevano essere quelle di supporto per le forze armate regolari in tempi di guerra e di salvaguardare conquiste le rivoluzionarie, per promuovere la coscienza di massa, per consolidare l'unità nazionale, e per sostenere il rapporto tra il popolo e l'esercito in tempi di pace. L'Esercito Popolare ha inviato alcune sue unità nel Kurdistan iracheno prima del 1980 e in Libano per combattere a fianco dei guerriglieri palestinesi durante la guerra civile 1975-1976. La funzione primaria dell'Esercito Popolare era tuttavia di natura politica; in primo luogo, per ottenere il sostegno popolare per il partito Ba'ath, e in secondo luogo, di agire come un contrappeso contro ogni tentativo di colpo di stato da parte delle forze armate regolari.
A partire dal 1974, Taha Yassin Ramadan, stretto collaboratore del presidente Saddam Hussein, ordinò Esercito Popolare, che era responsabile della sicurezza interna.
I membri dell'Esercito Popolare venivano reclutati tra uomini e donne che avevano completato il loro servizio militare regolare e la loro età andava dai diciotto anni fino agli anziani. Non è chiaro se l'appartenenza dal partito Ba'ath fosse un prerequisito, soprattutto dopo il 1981, quando la composizione numerica dell'Esercito Popolare crebbe a dismisura, ma, chiaramente, l'indottrinamento di partito era tanto importante almeno quanto l'addestramento militare. I membri erano sottoposti di solito ad un periodo di formazione di due mesi con cadenza annuale, ed erano pagati dai fondi del partito. Anche se l'entità della loro formazione era sconosciuta nei primi mesi del 1988, tutte le reclute sono state istruite nell'uso di un fucile. I laureati erano responsabili ala guardia di edifici governativi e installazioni, e venivano concentrati intorno centri sensibili nelle principali città.
L'Esercito Popolare è stato sciolto nel 1991, solo quando Taha Yassin Ramadan è diventato vice presidente dell'Iraq.